# Washington Open 2000 - Qualificazioni singolare
Le qualificazioni del singolare al Washington Open 2000 sono state un torneo di tennis preliminare per accedere alla fase finale della manifestazione. I vincitori dell'ultimo turno sono entrati di diritto nel tabellone principale. In caso di ritiro di uno o più giocatori aventi diritto a questi sono subentrati i lucky loser, ossia i giocatori che hanno perso nell'ultimo turno ma che avevano una classifica più alta rispetto agli altri partecipanti che avevano comunque perso nel turno finale.
Le qualificazioni del torneo Washington Open 2000 prevedevano 28 partecipanti di cui 7 sono entrati nel tabellone principale.

## Teste di serie
1. Barry Cowan (Qualificato)
2. Michael Russell (Qualificato)
3. Ivo Heuberger (ultimo turno)
4. Irakli Labadze (primo turno)
5. Glenn Weiner (ultimo turno)
6. Lars Burgsmüller (Qualificato)
7. Alex O'Brien (Qualificato)

1. Björn Phau (ultimo turno)
2. Jared Palmer (primo turno)
3. Lior Dahan (ultimo turno)
4. David Caldwell (primo turno)
5. Giorgio Galimberti (ultimo turno)
6. Louis Vosloo (primo turno)
7. Mashiska Washington (Qualificato)

## Qualificati
1. Barry Cowan
2. Michael Russell
3. Mashiska Washington
4. Kristian Capalik

1. David Caldwell
2. Lars Burgsmüller
3. Alex O'Brien

## Tabellone

### Legenda
| - Q = Qualificato - WC = Wild card - LL = Lucky loser | - ALT = Alternate - SE = Special Exempt - PR = Protected Ranking | - w/o = Walkover - r = Ritirato - d = Squalificato |

### Sezione 1
|  | Primo turno | Primo turno   | Primo turno   | Primo turno | Primo turno |  |  | Ultimo turno | Ultimo turno | Ultimo turno | Ultimo turno | Ultimo turno |  |
|  |             |               |               |             |             |  |  |              |              |              |              |              |  |
|  | 1           | Barry Cowan   | Barry Cowan   | 6           | 6           |  |  |              |              |              |              |              |  |
|  |             | Jeff Morrison | Jeff Morrison | 4           | 2           |  |  | 1            | Barry Cowan  | Barry Cowan  | 6            | 6            |  |
|  |             | Alex Kim      | Alex Kim      | 6           | 6           |  |  |              | Alex Kim     | Alex Kim     | 4            | 4            |  |
|  | 13          | Louis Vosloo  | Louis Vosloo  | 1           | 4           |  |  |              |              |              |              |              |  |

### Sezione 2
|  | Primo turno | Primo turno        | Primo turno        | Primo turno | Primo turno |  |  | Ultimo turno | Ultimo turno       | Ultimo turno       | Ultimo turno | Ultimo turno |  |
|  |             |                    |                    |             |             |  |  |              |                    |                    |              |              |  |
|  | 2           | Michael Russell    | Michael Russell    | 6           | 6           |  |  |              |                    |                    |              |              |  |
|  |             | Patrick Osuna      | Patrick Osuna      | 4           | 3           |  |  | 2            | Michael Russell    | Michael Russell    | 6            | 6            |  |
|  | 12          | Giorgio Galimberti | Giorgio Galimberti | 6           | 6           |  |  | 12           | Giorgio Galimberti | Giorgio Galimberti | 3            | 2            |  |
|  |             | Will Ritter        | Will Ritter        | 1           | 1           |  |  |              |                    |                    |              |              |  |

### Sezione 3
|  | Primo turno | Primo turno         | Primo turno         | Primo turno | Primo turno |  |  | Ultimo turno | Ultimo turno        | Ultimo turno        | Ultimo turno | Ultimo turno |  |
|  |             |                     |                     |             |             |  |  |              |                     |                     |              |              |  |
|  | 3           | Ivo Heuberger       | Ivo Heuberger       | 6           | 7           |  |  |              |                     |                     |              |              |  |
|  |             | Diego Ayala         | Diego Ayala         | 3           | 63          |  |  | 3            | Ivo Heuberger       | Ivo Heuberger       | 2            | 2            |  |
|  | 14          | Mashiska Washington | Mashiska Washington | 6           | 6           |  |  | 14           | Mashiska Washington | Mashiska Washington | 6            | 6            |  |
|  |             | Jamal Johnson       | Jamal Johnson       | 0           | 0           |  |  |              |                     |                     |              |              |  |

### Sezione 4
|  | Primo turno | Primo turno           | Primo turno           | Primo turno | Primo turno |  |  | Ultimo turno | Ultimo turno     | Ultimo turno     | Ultimo turno | Ultimo turno |  |
|  |             |                       |                       |             |             |  |  |              |                  |                  |              |              |  |
|  |             | Kristian Capalik      | Kristian Capalik      | 6           | 7           |  |  |              |                  |                  |              |              |  |
|  | 4           | Irakli Labadze        | Irakli Labadze        | 4           | 5           |  |  |              | Kristian Capalik | Kristian Capalik | 6            | 6            |  |
|  | 10          | Lior Dahan            | Lior Dahan            | 6           | 7           |  |  | 10           | Lior Dahan       | Lior Dahan       | 3            | 4            |  |
|  |             | Levar Harper-Griffith | Levar Harper-Griffith | 3           | 6           |  |  |              |                  |                  |              |              |  |

### Sezione 5
|  | Primo turno | Primo turno       | Primo turno       | Primo turno | Primo turno |  |  | Ultimo turno | Ultimo turno   | Ultimo turno | Ultimo turno | Ultimo turno |  |
|  |             |                   |                   |             |             |  |  |              |                |              |              |              |  |
|  | 5           | Glenn Weiner      | 6                 | 4           | 7           |  |  |              |                |              |              |              |  |
|  |             | Scott Humphries   | 2                 | 6           | 5           |  |  | 5            | Glenn Weiner   | 6            | 3            | 1            |  |
|  |             | David Caldwell    | David Caldwell    | 6           | 6           |  |  |              | David Caldwell | 4            | 6            | 6            |  |
|  | 11          | Frédéric Niemeyer | Frédéric Niemeyer | 4           | 4           |  |  |              |                |              |              |              |  |

### Sezione 6
|  | Primo turno | Primo turno       | Primo turno       | Primo turno | Primo turno |  |  | Ultimo turno | Ultimo turno     | Ultimo turno | Ultimo turno | Ultimo turno |  |
|  |             |                   |                   |             |             |  |  |              |                  |              |              |              |  |
|  | 6           | Lars Burgsmüller  | Lars Burgsmüller  | 6           | 6           |  |  |              |                  |              |              |              |  |
|  |             | Torrey Gambill    | Torrey Gambill    | 0           | 0           |  |  | 6            | Lars Burgsmüller | 6            | 1            | 6            |  |
|  | 8           | Björn Phau        | Björn Phau        | 6           | 6           |  |  | 8            | Björn Phau       | 2            | 6            | 3            |  |
|  |             | Donavan September | Donavan September | 0           | 3           |  |  |              |                  |              |              |              |  |

### Sezione 7
|  | Primo turno | Primo turno   | Primo turno   | Primo turno | Primo turno |  |  | Ultimo turno | Ultimo turno | Ultimo turno | Ultimo turno | Ultimo turno |  |
|  |             |               |               |             |             |  |  |              |              |              |              |              |  |
|  | 7           | Alex O'Brien  | Alex O'Brien  | 6           | 6           |  |  |              |              |              |              |              |  |
|  |             | Jim Thomas    | Jim Thomas    | 3           | 2           |  |  | 7            | Alex O'Brien | 7            | 4            | 7            |  |
|  |             | Jared Palmer  | Jared Palmer  | 6           | 1           |  |  |              | Jared Palmer | 65           | 6            | 64           |  |
|  | 9           | Michael Joyce | Michael Joyce | 1           | 0r          |  |  |              |              |              |              |              |  |